# Az utolsó éjjel (film)
Az utolsó éjjel (eredeti cím: 25th hour) Spike Lee 2002-es filmje Edward Nortonnal a főszerepben. A filmet többek között jelölték Golden Globe-díjra a legjobb eredeti filmzene kategóriában, és a Berlini Nemzetközi Filmfesztivál Arany Medve díjára.

## Történet
Montgomery Brogan Manhattan hírhedt drogdílere, akit a rendőrség tisztázatlan módon lekapcsolt, és most hét év börtön vár rá. A filmben végigkövetjük Monty utolsó éjszakáját börtönbe vonulása előtt. Ellátogat apjához, majd beleveti magát az éjszakai életbe New York egyik legelitebb klubjában. Vele tart két jó barátja, Jacob és Frank, valamint barátnője, Naturelle. Azonban az sem kizárt, hogy pont Naturelle dobta őt fel a rendőröknek...

## Szereplők
| Színész                | Karakter          | Magyar hang           |
| ---------------------- | ----------------- | --------------------- |
| Edward Norton          | Montgomery Brogan | Alföldi Róbert        |
| Philip Seymour Hoffman | Jacob Elinsky     | Háda János            |
| Barry Pepper           | Frank Slaughtery  | Haás Vander Péter     |
| Rosario Dawson         | Naturelle Riviera | Kiss Eszter           |
| Anna Paquin            | Mary D’Annunzio   | Haffner Anikó         |
| Brian Cox              | James Brogan      | Szélyes Imre          |
| Tony Siragusa          | Kostya Novotny    | Bede-Fazekas Szabolcs |
| Isiah Withlock Jr.     | Flood ügynök      | Csernák János         |
| Patrice O'Neal         | Khari             | Faragó András         |
| Levani Outchaneichvili | Nyikolaj bácsi    | Bácskai János         |
| Paul Diomede           | Simon             | Barabás KIss Zoltán   |

## Magyarul
- Az utolsó éjjel; ford. Rácz Péter; Gabo, Bp., 2003